# Jean-Pierre Hanin
Jean-Pierre Hanin (Ukkel, 1 augustus 1966) is een Belgisch bedrijfsleider.

## Levensloop
Jean-Pierre Hanin studeerde rechten aan de Katholieke Universiteit Leuven en de Georgetown-universiteit in Washington D.C. en fiscaal beheer aan de Solvay Business School. Na zijn studies werd hij advocaat bij Cleary Gottlieb Steen & Hamilton in New York en Brussel.
In 1998 ging hij aan de slag als financieel directeur van kalkgroep Lhoist. In 2005 werd hij er vicevoorzitter van het directiecomité en in 2011 adjunct-CEO. In 2011 volgde hij Jean-Pierre Berghmans als CEO op. Hij was de eerste niet-familiale gedelegeerd bestuurder van het bedrijf. In september 2012 volgde Torkel Rhenman hem op.
In september 2013 werd Hanin financieel directeur van bouwmaterialengroep Etex. Hij kwam ook aan het hoofd te staan van Etex-afdeling Siniat en in maart 2016 van Etex Building Performance.
In mei 2018 volgde hij Jean-Edouard Carbonnelle als CEO van vastgoedbedrijf Cofinimmo op.